# Cryptantha recurvata
Cryptantha recurvata là loài thực vật có hoa trong họ Mồ hôi. Loài này được Coville mô tả khoa học đầu tiên năm 1895.